# 伊塔尔西
伊塔尔西（Itarsi），是印度中央邦Hoshangabad县的一个城镇。总人口93783（2001年）。

## 人口
该地2001年总人口93783人，其中男性48954人，女性44829人；0—6岁人口11731人，其中男6105人，女5626人；识字率75.49%，其中男性为81.19%，女性为69.26%。